# Therese von Bacheracht
Therese von Bacheracht, nascuda von Struve (Stuttgart, 4 de juliol de 1804-Cilacap, Índies Orientals Neerlandeses, 16 de setembre de 1852) fou una baronessa i escriptora alemanya.

## Biografia
Filla d'una família acomodada, sos pares eren Heinrich von Struve i Elisabeth Wilhelmine de Sidonie Oexle, comtessa de Friedeberg. El seu cosí Gustav Struve fou un lluitador en la Revolució alemanya de 1848-1849.
Se n'anà a viure primer a Hamburg i més tard a Sant Petersburg, on el seu pare havia estat nomenat ambaixador. En els darrers anys de la seua vida acompanyà el seu segon marit, el coronel von Lützow, a Java, on va morir.

## Obra
És molt coneguda la seua correspondència amb Wilhelm von Humboldt i amb la seua amiga Charlotte Diede (1847). Les seues altres obres inclouen novel·les de societat i llibres de viatges.
- Briefe aus dem Süden, 1841 (digitalitzat)
- Ein Tagebuch, 1842
- Falkenberg, 1843
- Am Theetisch, 1844 (digitalitzat)
- Lydia, 1844
- Weltglück, 1845
- Menschen und Gegenden, 1845
- Heinrich Burkart, 1846
- Paris und die Alpenwelt, 1846
- Eine Reise nach Wien, 1848 (digitalitzat)
- Ànima. Roman, 1848
- Sigismund, 1848
- Novellen, 1849